# رونالد ك. رايموند
رونالد ك. رايموند (بالإنجليزية: Ronald C. Raymond)‏ هو سياسي أمريكي، ولد في 10 مايو 1951 بتشيستر في الولايات المتحدة. حزبياً، نشط في الحزب الجمهوري. وقد انتخب عضو مجلس نواب بنسيلفانيا.